# Luigi Brugnaro
Luigi Brugnaro, né le 13 septembre 1961 à Mirano, en Vénétie, est un homme politique conservateur, entrepreneur et dirigeant sportif italien. Il est maire de Venise depuis 2015.

## Biographie

### Jeunesse et formation
Luigi Brugnaro naît le 13 septembre 1961 à Mirano. Il est le fils de Maria, enseignante en école primaire, et du poète et syndicaliste Ferruccio Brugnaro (it). Il passe son enfance entre Mirano et Spinea, et fréquente le lycée Ettore Majorana de Mirano. Il est titulaire d’un lauréat en architecture, obtenu à l'université IUAV de Venise.

### Entrepreneuriat
En 1986, il fonde la société Everap spécialisée dans la mise en relation commerciale. En 1997, il fonde l'agence de travail Umana. L’explosion du travail temporaire en Italie lui permet de faire fortune. En 2017, son groupe dégage un chiffre d’affaires de 450 millions d’euros.
En 2006, il rachète le club de basket-ball Reyer Venise Mestre. Les succès sportifs du club lui valent une large popularité.
Il dirige la Confindustria Venezia, l’organisation patronale locale, de 2009 à 2013.

### Carrière politique
Le 21 mars 2015, moins de deux mois avant les élections municipales, Brugnaro se présente comme candidat à la mairie de Venise, en se déclarant ni de droite ni de gauche. Sa candidature intervient alors qu'une partie des élites politiques locales, dont le président de la région Vénétie et le maire de Venise, sont tombés à la suite d'un scandale de détournement de fonds. Il accède au poste de maire en recueillant 54,13% des voix, avec l'appui de la Ligue du Nord. Élu, il s’entoure de collaborateurs venus de son entreprise et suscite régulièrement la polémique en raison de sa décision de retirer des bibliothèques publiques des ouvrages pour la jeunesse mettant en scène des parents homosexuels, ou de ses déclarations concernant l’environnement et le risque d’une « invasion nigériane » mais sans que cela n'affecte sa popularité. Proche du secteur touristique, il s'engage en faveur du retour des paquebots dans la lagune.

### Ambitions dans le tourisme
En mars 2021, dans un projet commun avec le maire de centre-gauche de Florence, Dario Nardella, il a présenté un projet de relance du tourisme dans les deux villes, afin de faire émerger « un nouveau modèle de tourisme qui serait lié également à la valorisation, à la promotion et à la protection des villes d'art ». Ce projet de long terme de tourisme durable nécessite selon eux « plus de pouvoir afin de mieux réglementer l’industrie touristique ». Ils ont réclamé du gouvernement italien une augmentation du nombre d’agents de police, des fonds pour les transports publics et une nouvelle réglementation pour les guides touristiques, mais aussi pour les locations de logement à court terme.